# Muang Xay
Muang Xay (laot. ເມືອງໄຊ) — miasto położone w północno-zachodnim Laosie, w prowincji Oudômxai, której jest stolicą.